# Subaru Impreza
Subaru Impreza je automobil střední třídy, který od roku 1993 vyrábí japonská automobilka Subaru. Vůz má stálý pohon všech kol nebo výjimečně pouze předních kol. Impreza byla pravidelným účastníkem rallye, kde získala mnoho úspěchů.

## První generace

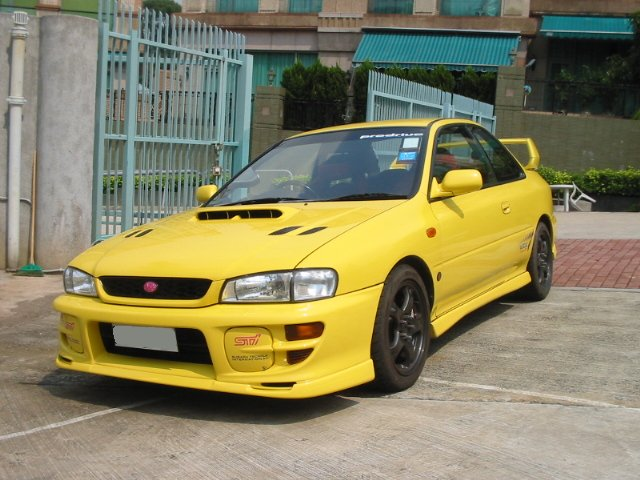
Impreza WRX STi

Vyrábí se do roku 2001 v japonské Gunmě. Kromě dvou- a čtyřdveřového sedanu se vyráběla jako pětidveřové kombi, které ale mělo menší základní objem zavazadlového prostoru. Některé Imprezy se slabšími motory 1,6 l nebo 1,8 l měly pouze pohon předních kol. Od roku 1994 se vyrábí vrcholná verze WRX STi. Automobil je nasazen do mistrovství světa v rallye. Soutěží zde původně model Impreza 555 s motorem Supertec. V roce 1997 prošla první generace faceliftem.

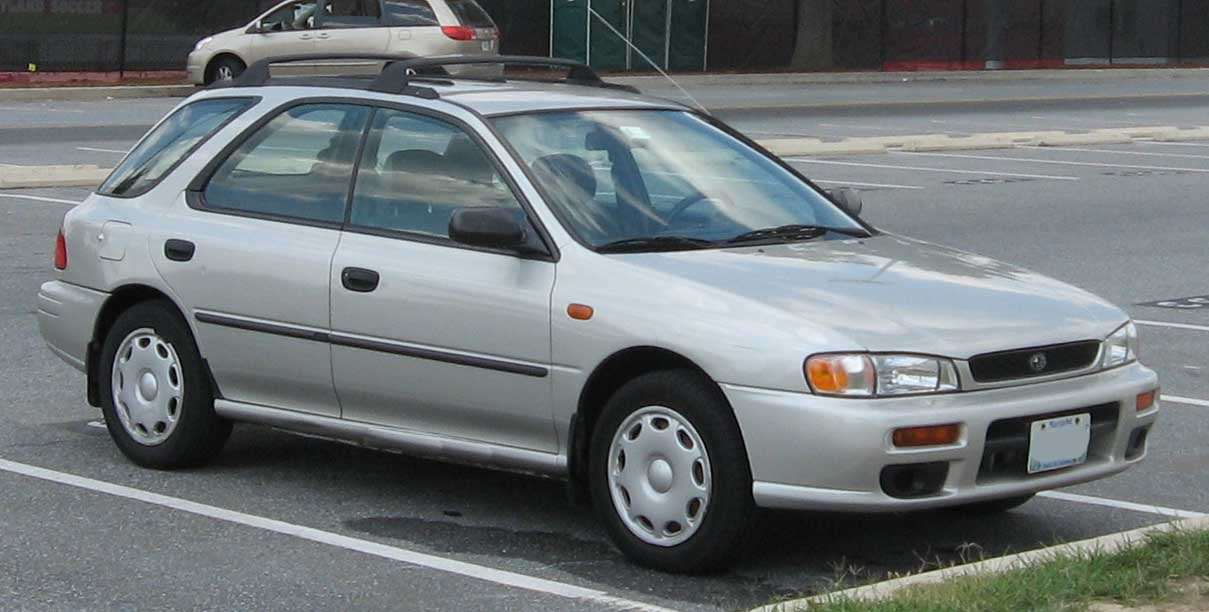
Subaru Impreza Combi

### Motory
- 1,6 l 90–95 hp
- 1,8 l 103 hp
- 2,0 l 115–125 hp
- 2,0 l Turbo 211–280hp
- 2,2 l 145 hp
- 2,5 l 167 hp

### Rozměry
- Rozvor – 2520 mm
- Délka – 4375 mm
- Šířka – 1705 mm
- Výška – 1410 mm

## Druhá generace

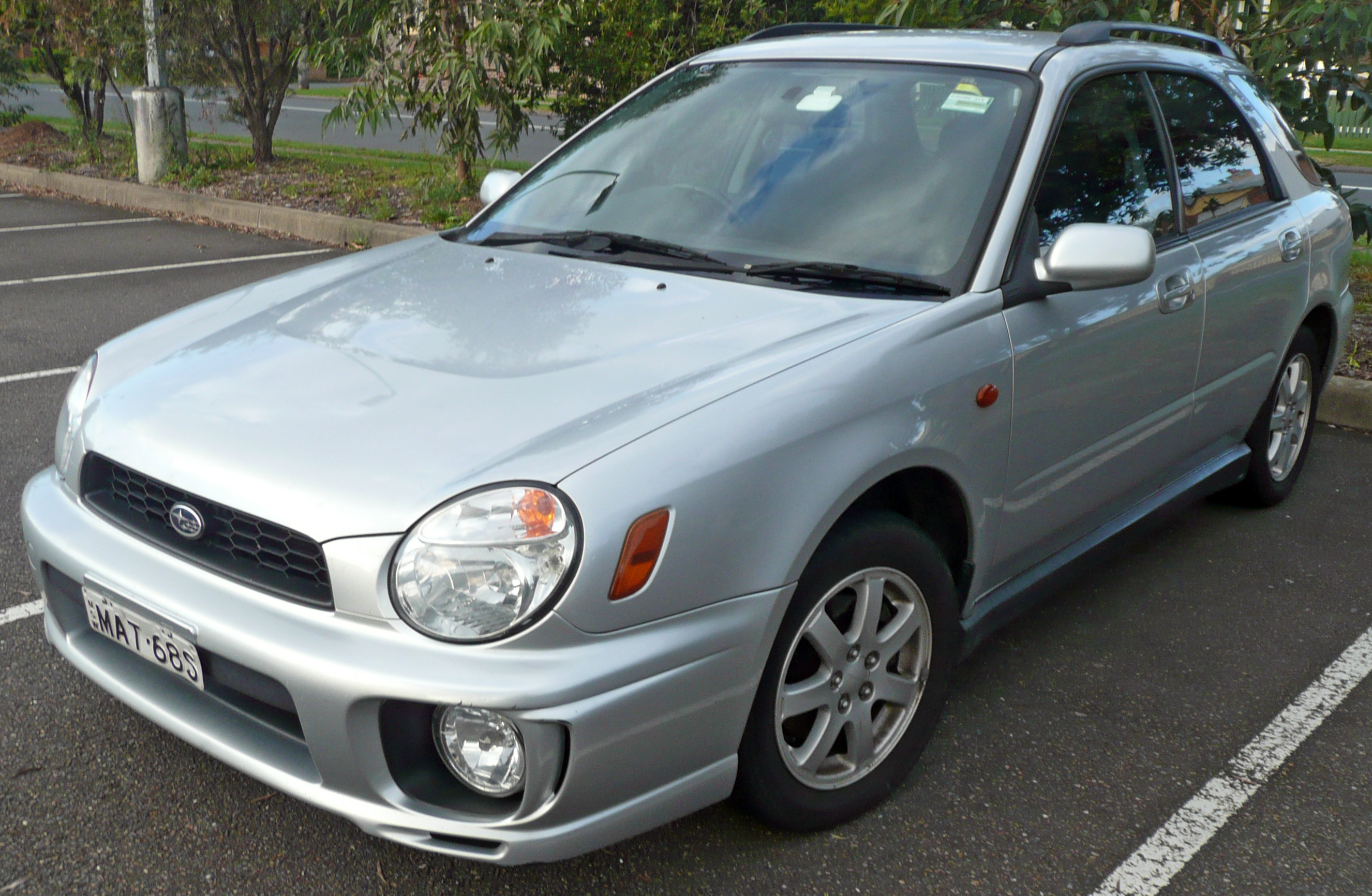
Combi druhé generace

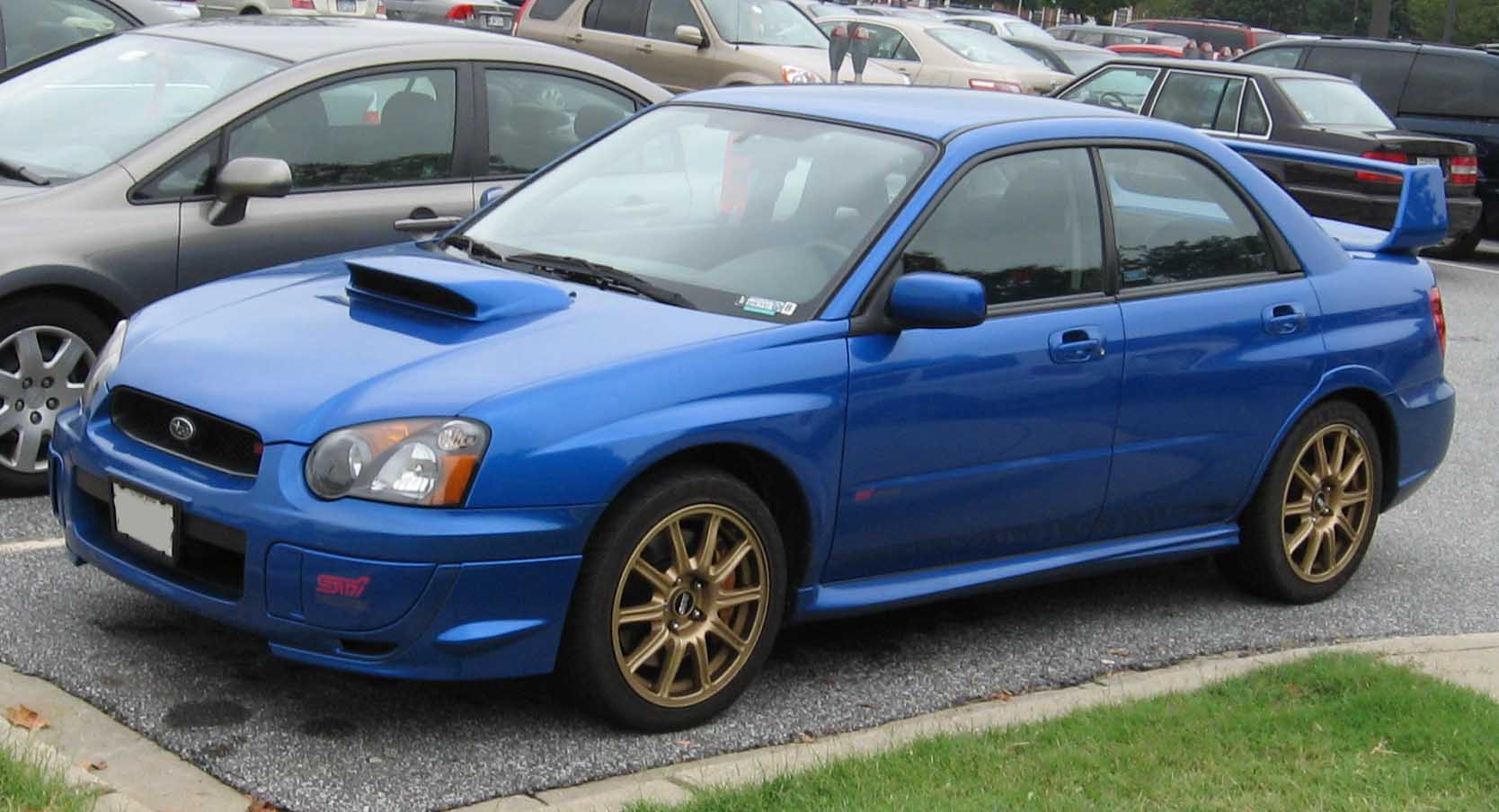
druhá generace po faceliftu z roku 2004 – verze WRX

Vyráběla se v letech 2001 až 2007. Ve výrobě dvoudveřového sedanu se již nepokračovalo. Vůz měl být větší a bezpečnější. Původní design bodových světlometů u vrcholné verze WRX STi byl mnohými kritizován. Proto již v roce 2004 prošel model faceliftem a získal nové oválné světlomety. další změna přišla v roce 2006. Tehdy byl vzhled masky chladiče upraven podle SUV Subaru Tribeca.

### Motory
- 1,5 l
- 1,6 l
- 2,0 l 125hp
- 2,5 l 165 hp (2001–04)
- 2,5 L 173 hp (2005–07)

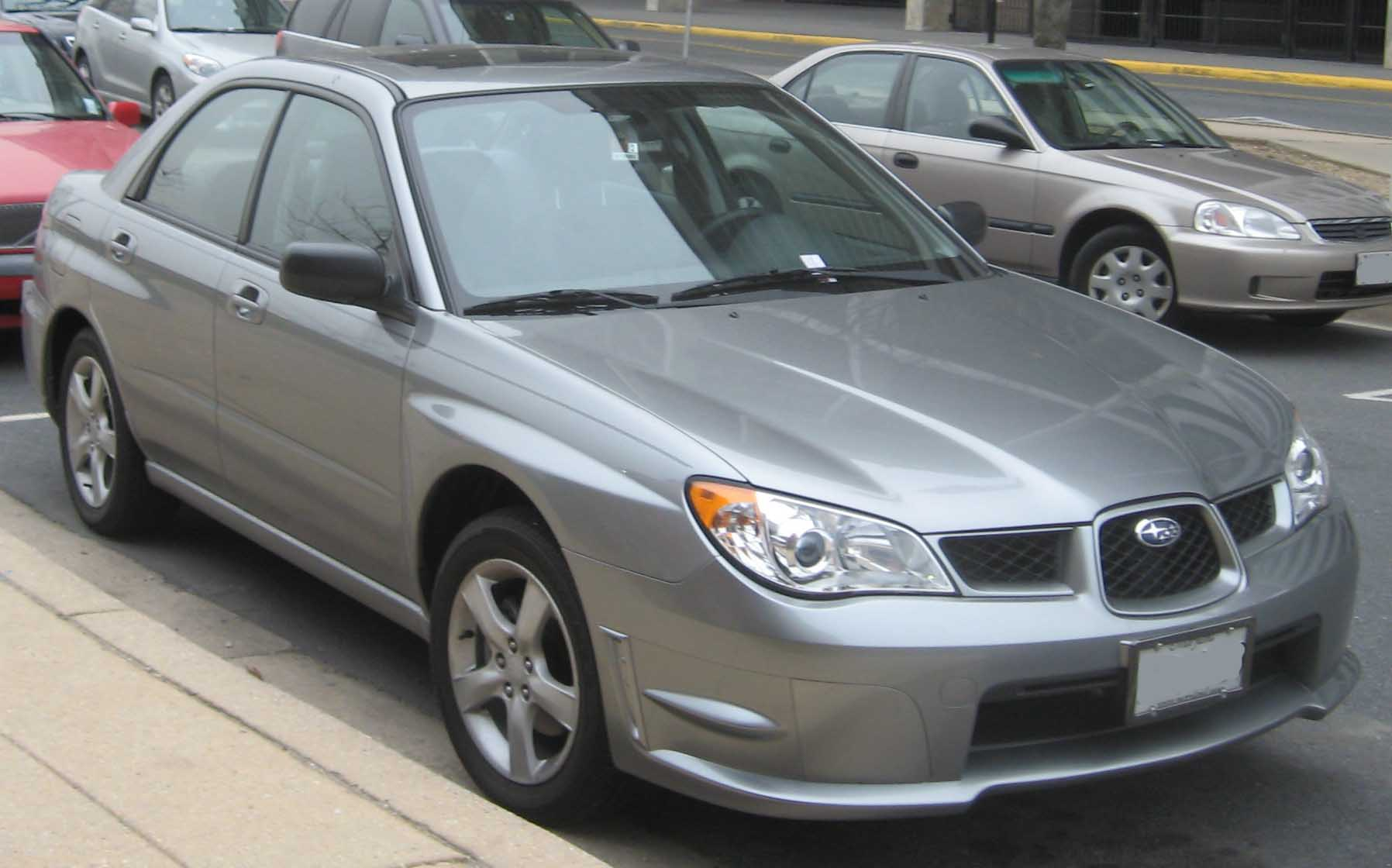
poslední verze faceliftu

- 2,0/2,5 l Turbo-charged 227 hp (WRX 2002–07)
- 2,5 l Turbo-charged 300 hp (WRX STi 2004–07)

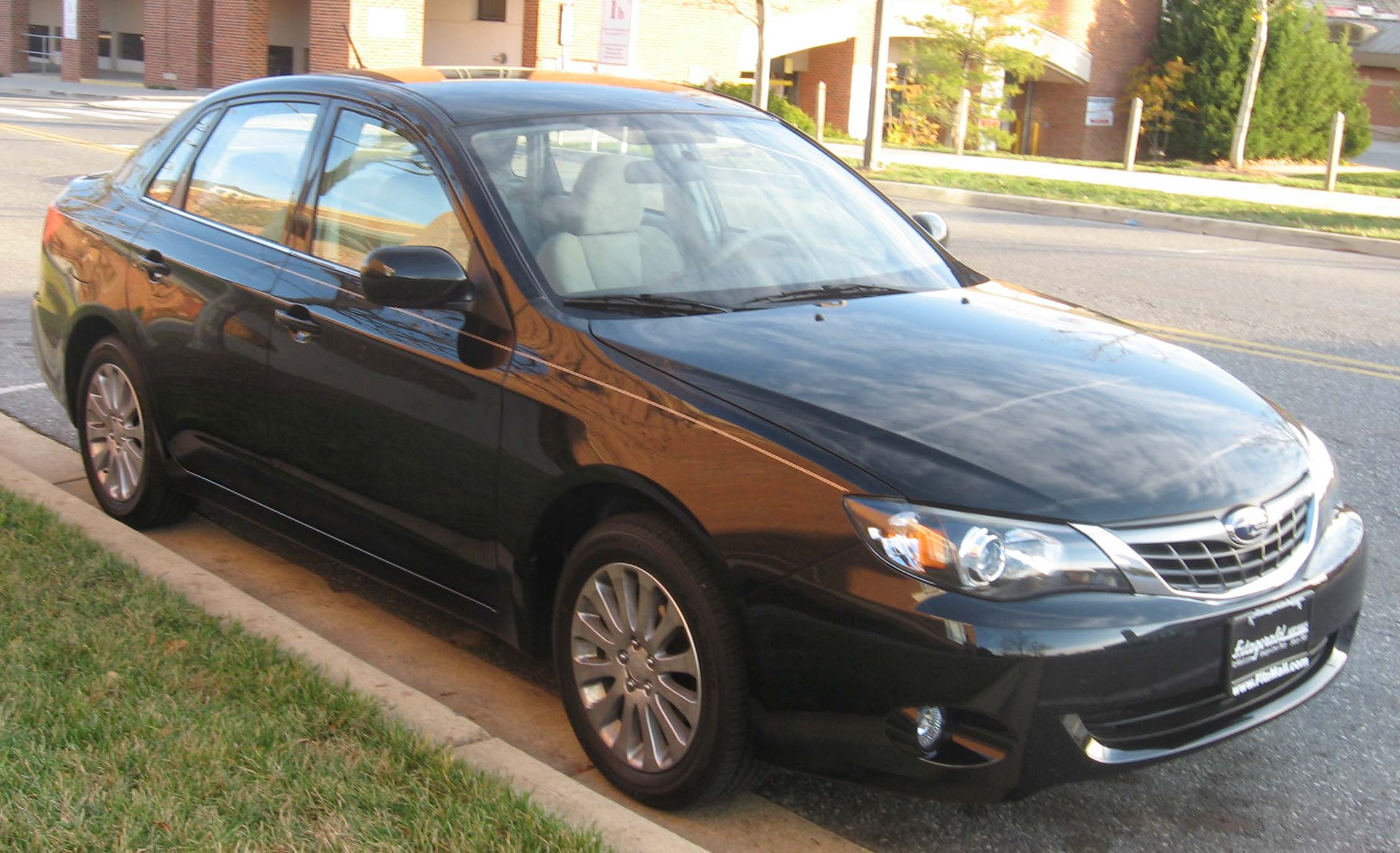
Impreza Sedan

## Třetí generace

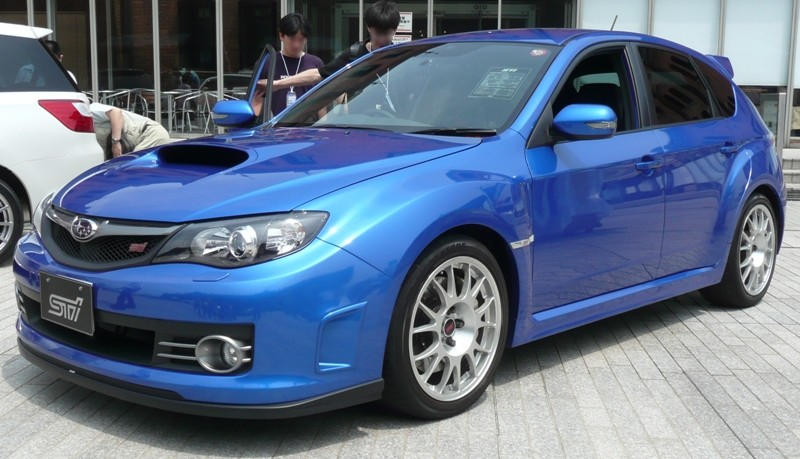
třetí generace ve verzi WRX STi

Vyrábí se od roku 2007. Poprvé se objevila jako pětidveřový hatchback, ze kterého je odvozeno i nejvýkonnější provedení WRX STi. Poprvé byla nová generace představena na autosalonu v New Yorku v roce 2007. Poprvé jsou v nabídce i vznětové motory. V roce 2010 byl představen sedan Subaru WRX STI.

### Subaru Impreza XV
Jedná se o crossover, který byl představen na Ženevském autosalonu v roce 2010. Vůz má zvýšenou světlou výšku a plastové doplňky. V interiéru je hnědé čalounění. Tato Subaru Impreza XV se v názvu změnila po roce 2011 pouze na Subaru XV a rovněž nejvýkonnější řada Subaru Impreza WRX STi (221 kW) byla přejmenována na Subaru WRX STi.
Subaru Impreza se vyrábí i nadále (2016), jako sedan i jako hatchback. Používány jsou motory s objemem 2,0l.

### Motory
- 1,5 l 107 hp
- 2,0 l 150 hp
- 2,5 l 170 hp
- 2,5 l Turbo-charged 224 hp (WRX (2008))
- 2,5 l Turbo-charged 265 hp (WRX (2009–současnost))
- 2,5 l Turbo-charged 300 hp (WRX STi (2008–současnost))

### Rozměry
- Rozvor – 2620 mm
- Délka – 4580 mm (sedan), 4415 mm (hatchback)
- Šířka – 1740 mm
- Výška – 1475 mm

## Závodní verze

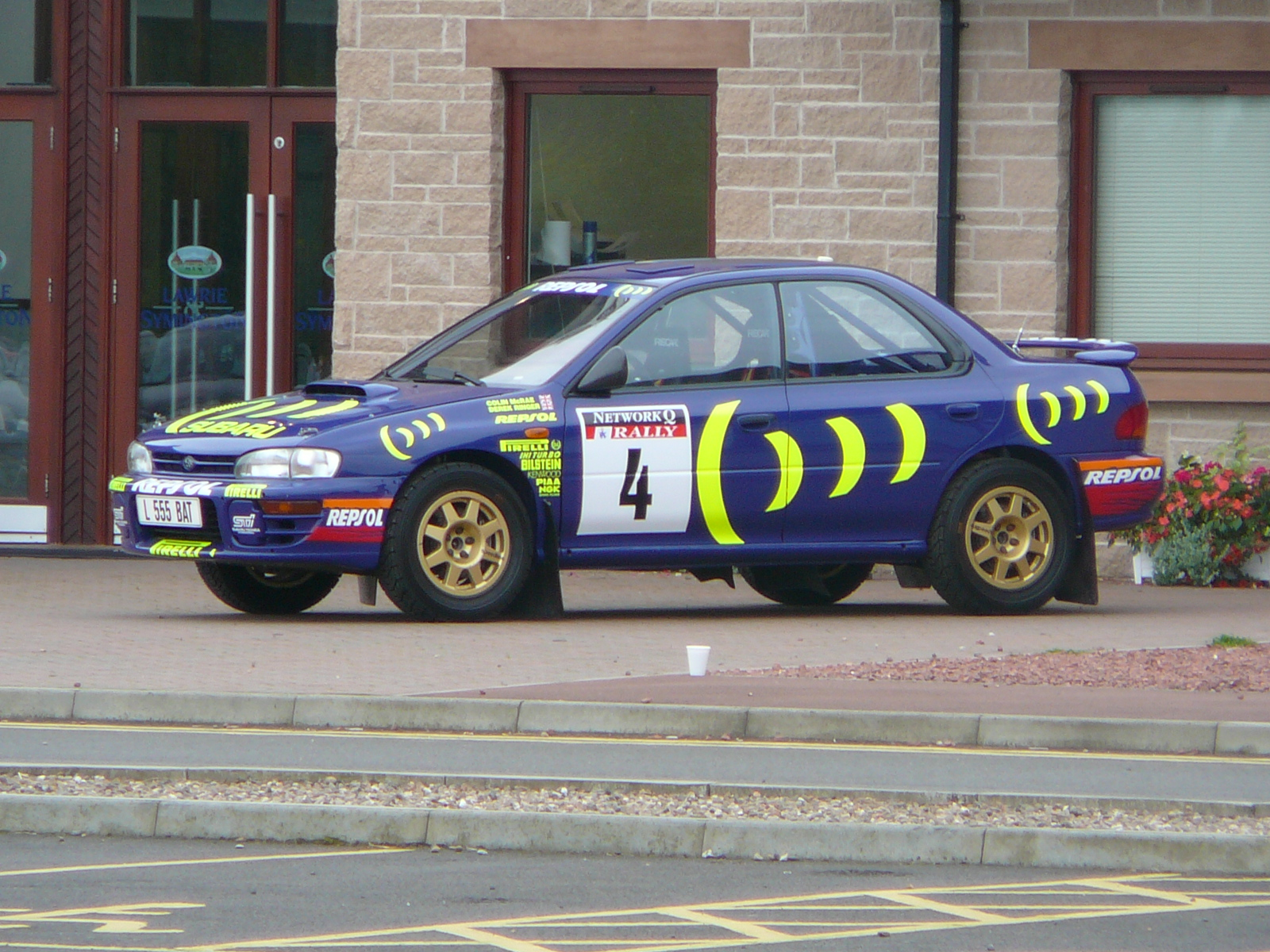
Subaru Impreza 555, se kterým McRae vyhrál v roce 1995 titul

Ve skupině A závodil vůz Subaru Impreza 555 od sezony Mistrovství světa v rallye 1993, kdy nahradil typ Subaru Legacy RS. Impreza 555 získala 2 tituly pro Subaru World Rally Team v sezonách Mistrovství světa v rallye 1995 a Mistrovství světa v rallye 1996. V roce 1995 se s ní Colin McRae stal Mistrem světa. V sezoně Mistrovství světa v rallye 1997 byl tým jedním ze dvou prvních, které upravily vozy pro kategorii WRC a opět získal titul v poháru konstruktérů. Tituly pro jezdce ještě vybojovali piloti v letech 2001 a 2003.
Imprezy WRX STI často vítězí mezi vozy skupiny N.

### Verze WRC

#### Model 1997
Impreza byla jedním z prvních dvou vozů v nové kategorii World Rally Car. Všechny 3 diferenciály byly řízeny počítačem. Oproti konkurenci měl vůz ideální rozložení hmotnosti na nápravy. Hmotnost byla nízká a motor typu boxer zajišťoval nižší těžiště automobilu. Motor byl shodný jako v pozdějších modelech, čtyřválcový boxer o objemu 1994 cm3 o výkonu 221 kW a točivém momentu 471 Nm s rozvodem 2x DOHC. Automobilka tradičně používala pneumatiky Pirelli. První start byl na Rallye Monte Carlo 1997, kde zvítězil Pietro Liatti.
Rozměry
- Délka – 4340 mm
- Šířka – 1770 mm
- Rozvor – 2520 mm
- Hmotnost – 1230 kg

#### Model 2000

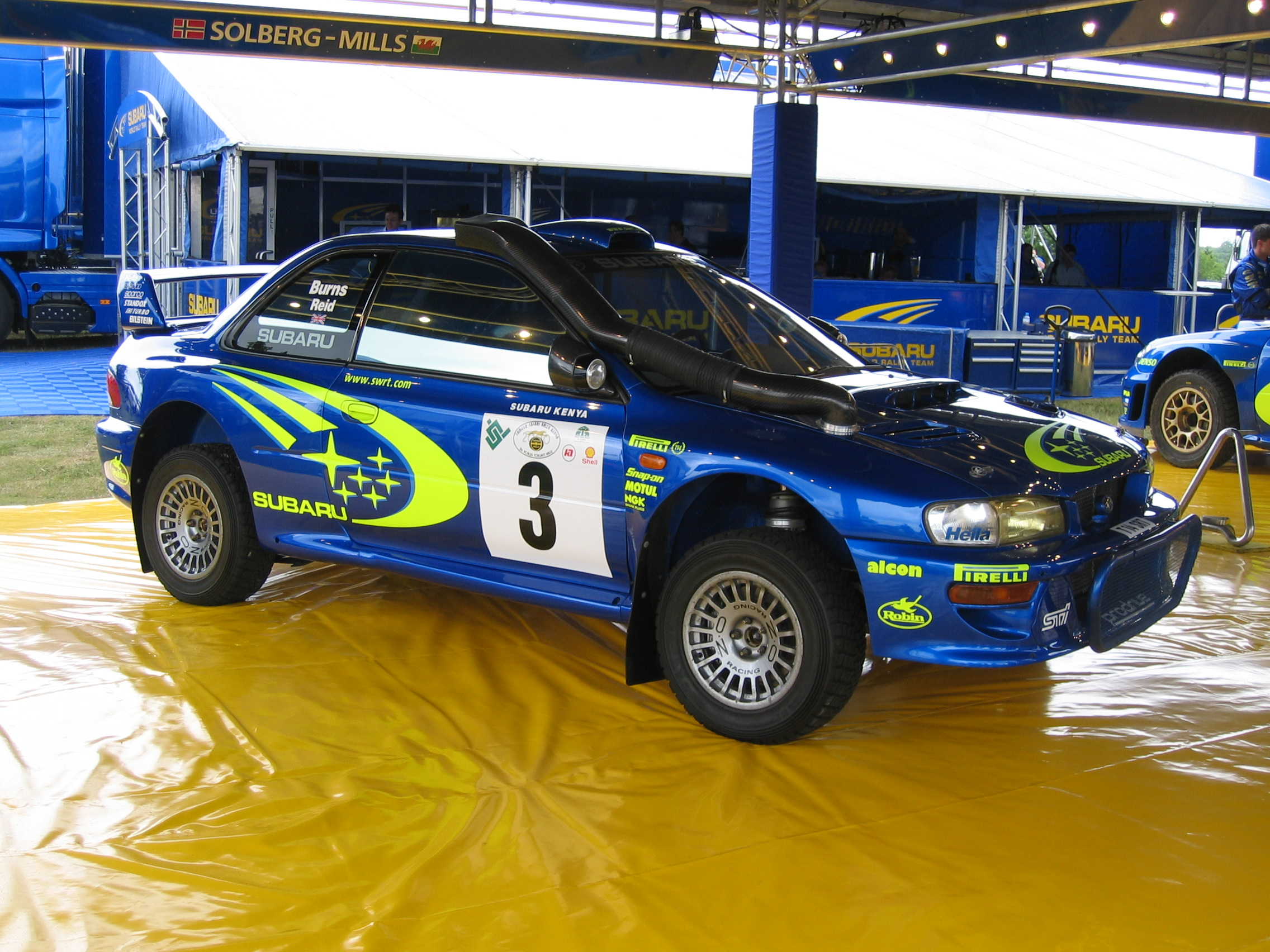
Vůz Richarda Burnse z roku 2000

Model 2000 technicky vychází z modelu 1997, ale prošel rozsáhlou modernizací. Byl upraven systém cirkulace vzduchu. Nové bylo výfukové potrubí, přepracované odpružení a elektronické jednotky diferenciálů. Prvním startem byla Portugalská rallye 2000, kde zvítězil Richard Burns.

#### Model 2001

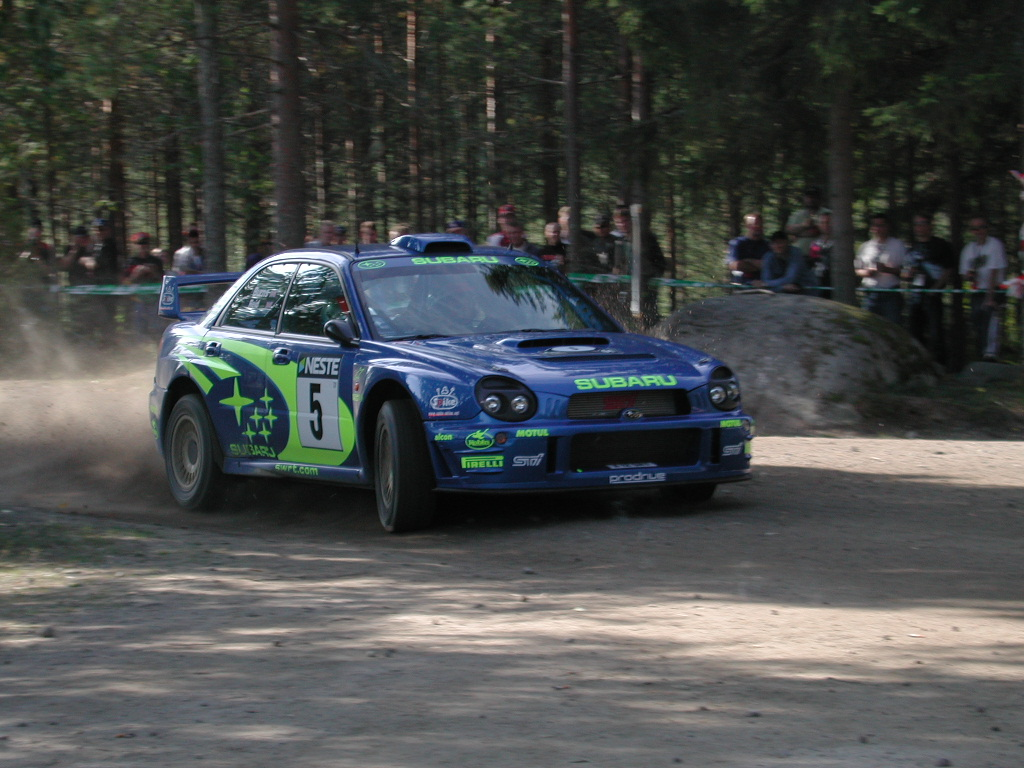
Subaru na Finské rallye 2001

verze 2001 byla historicky druhým modelem automobilky v kategorii WRC. Jednalo se o zcela nový vůz. jelikož byla v druhé generaci ukončena výroba kupé, byl jako základ použit čtyřdveřový sedan. Vývoj měla opět na starost firma Prodrive. Richard Burns získal s tímto vozem titul mistra světa v roce 2001. První start proběhl na Rallye Monte Carlo 2001.
Rozměry
- Délka – 4405 mm
- Šířka – 1770 mm
- Rozvor – 2535 mm
- Hmotnost – 1230 kg

#### Model 2002
Model 02 pohání zážehový čtyřválcový boxer o objemu 1994 cm³ a výkonu 300 k přeplňovaný turbodmychadlem. Výfukový systém je potažen keramikou a ohnivzdorným obalem. Vůz je vybaven elektronickým systémem řízení motoru, transmisí a podvozku. V interiéru je dotykový LCD monitor s osmi režimy obrazovek. Převodovka je šestistupňová elektro-hydraulická Prodrive. Vůz používá pneumatiky Pirelli obutá na kolech OZ. Rozměry byly shodné s předchozím modelem.

#### Model 2003

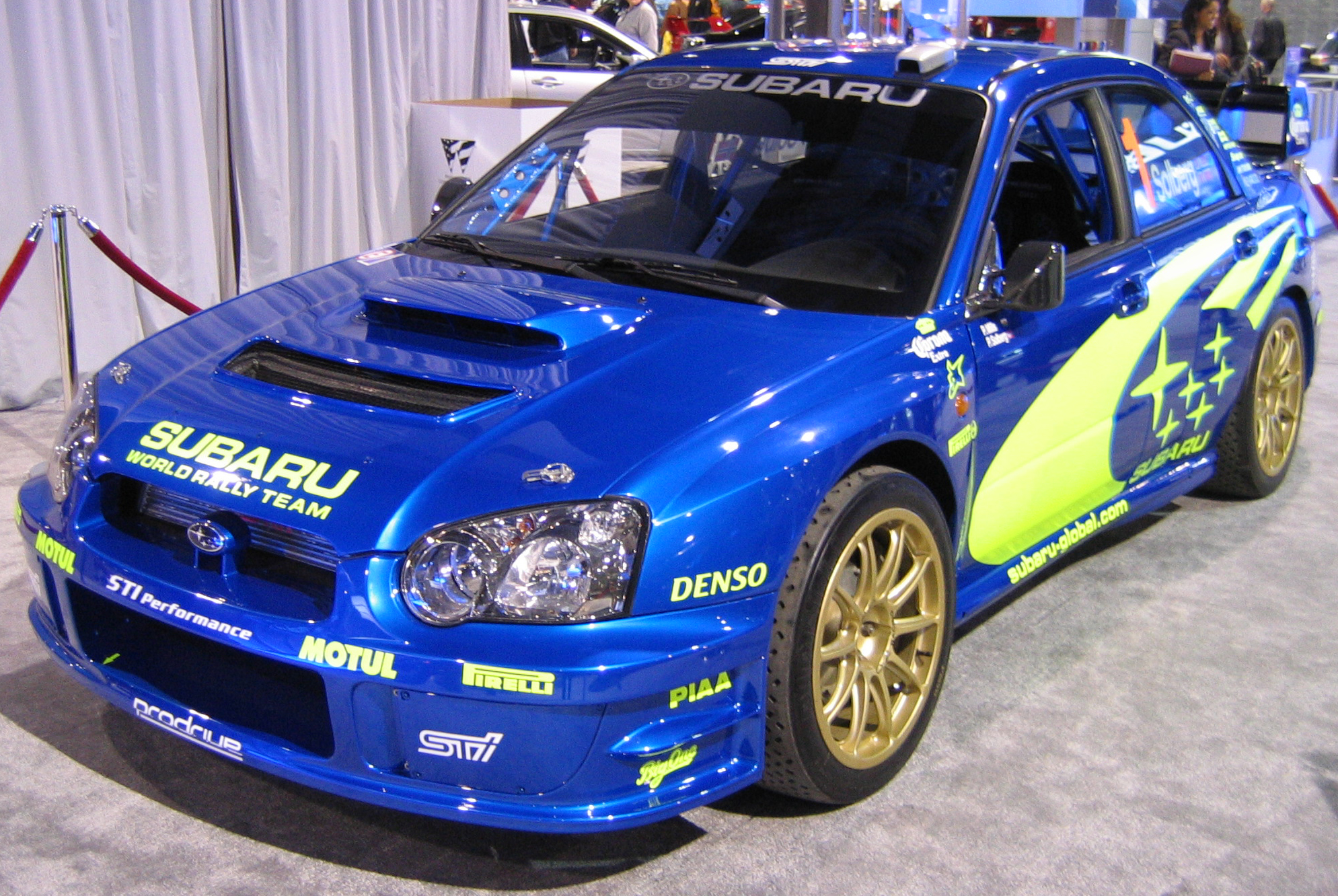
Impreza WRC 2003

Ačkoliv přechod u civilního vozu byl jen kosmetický, u specifikace WRC se jednalo o zcela nový vůz. Verze WRC byla nakonec představena dříve než sériový model. Kompletně nové bylo turbodmychadlo, vačky, výfuk a elektronika. Petter Solberg získal s tímto vozem titul v mistrovství světa v rallye 2003. Poháněl ho stále stejný motor, který již ale dosahoval točivého momentu 589 Nm. Rozměry vozu zůstaly opět zachovány, jen délka byla větší o 10 cm. První start proběhl na Rallye Monte Carlo 2003.

#### Model 2004
Firma Prodrive tento model oproti verzi 2003 zejména odlehčila. Opět byla změněna elektronika. Prvním startem byla Mexická rallye 2004

#### Model 2005

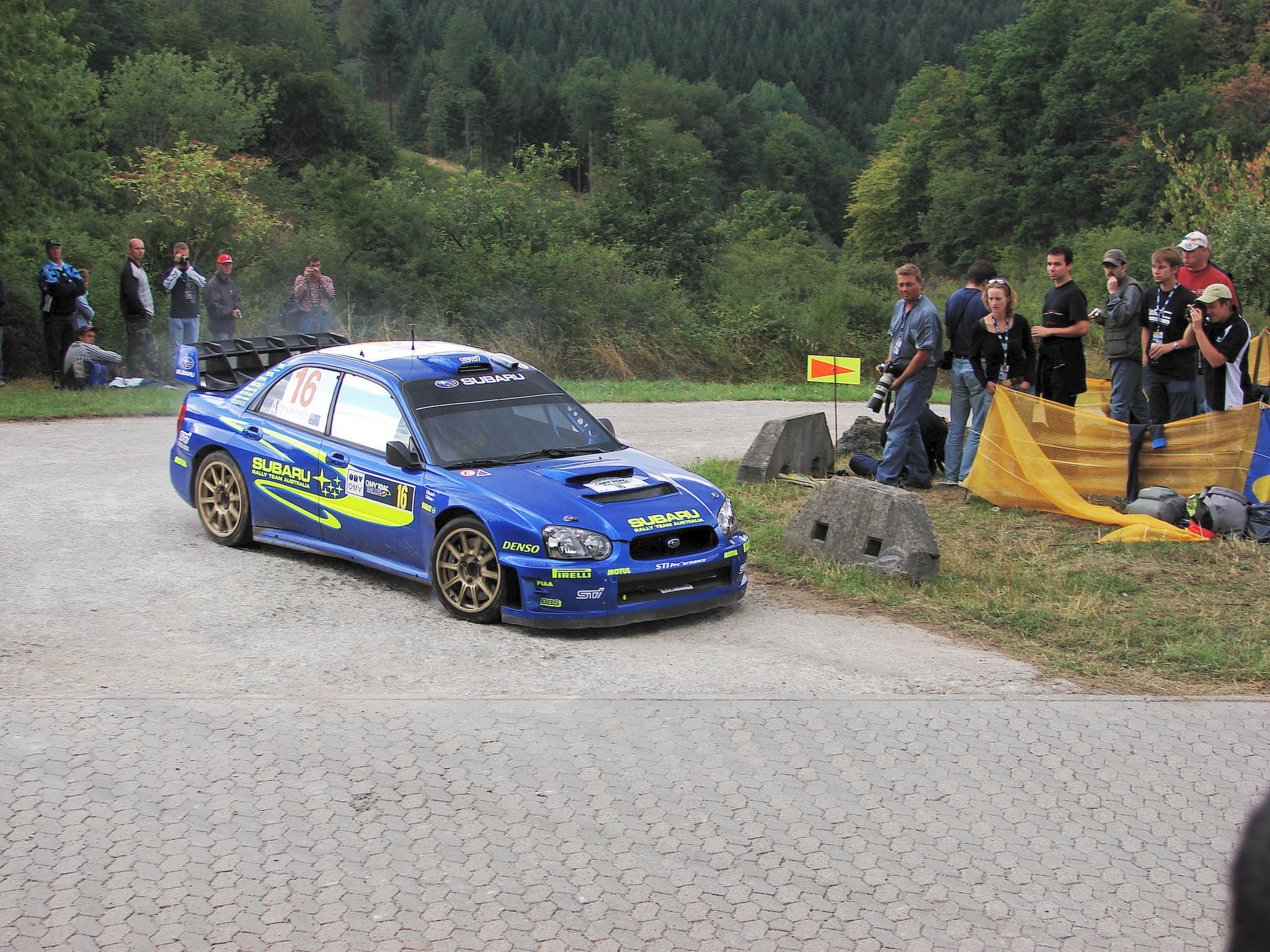
verze 2005

Oproti předchozímu roku byla rozšířena karoserie na 1800 mm. Změněna byla i vstřikovací lišta a turbodmychadlo. Po dlouhé spolupráci s firmou OZ tentokrát disky kol vyrobila společnost BBS. Premiérovou soutěží se stala Mexická rallye 2005, kde zvítězil Solberg.

#### Model 2006

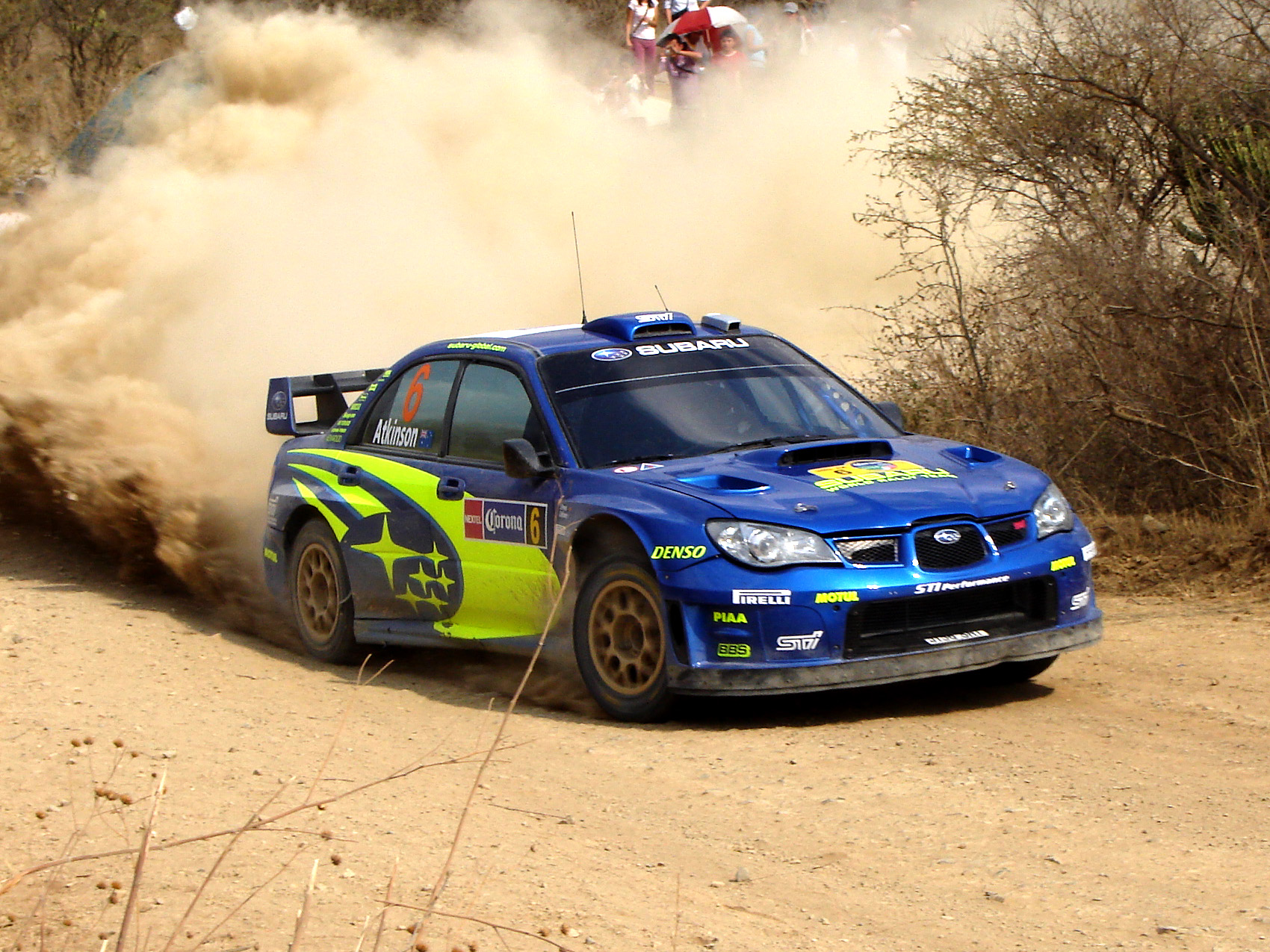
Subaru Impreza WRC model 2007 na začátku sezony 2008

Model 2006 byl opět zcela nový a neměl s předchozím vozem mnoho společného. Vzhled vozu byl upraven podle faceliftu sériového modelu. Kvůli úpravě pravidel musela mít mechanické diferenciály. Prvním startem byla Rallye Monte Carlo 2006.

#### Model 2008

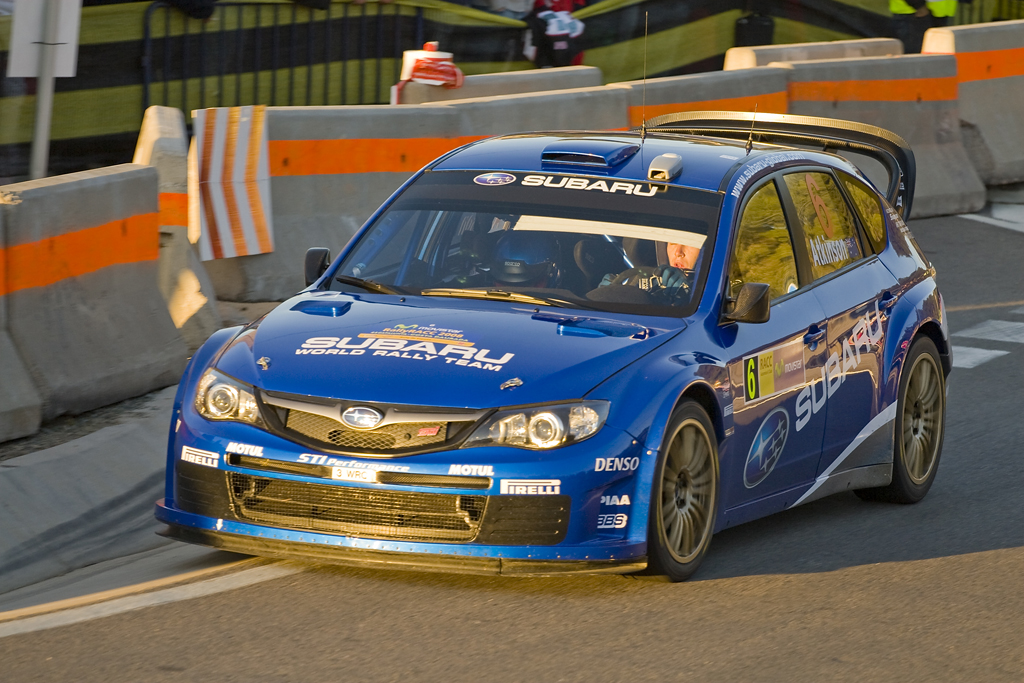
Impreza WRC 2008

Model 2008 vycházel ze třetí generace. Soutěžil necelou sezonu Mistrovství světa v rallye 2008 a když nevybojoval žádné vítězství, tak se tým z mistrovství stáhnul.